# 五點 (佛羅里達州華盛頓縣)
五點（英語：Five Points）是位於美國佛羅里達州華盛頓縣的一個非建制地區。該地的面積和人口皆未知。

## 地理
五點的座標為30°42′47″N 85°45′05″W / 30.71306°N 85.75139°W，而該地的平均海拔高度為23米（即75英尺）。